# Roger Stone
Roger Jason Stone Jr. (sinh ngày 27 tháng 8 năm 1952) là nhà tư vấn chính trị người Mỹ, tác giả, nhà vận động hành lang và chiến lược gia nổi tiếng với việc sử dụng nghiên cứu đối lập, thường dành cho các ứng cử viên của Đảng Cộng hòa. Từ những năm 1970, Stone đã làm việc trong các chiến dịch của các chính trị gia đảng Cộng hòa Hoa Kỳ như Richard Nixon, Ronald Reagan, Jack Kemp, Bob Dole và Donald Trump.
Ngoài việc thường xuyên làm cố vấn chiến dịch, Stone trước đây còn là một nhà vận động hành lang chính trị. Năm 1980, ông đồng sáng lập một công ty vận động hành lang có trụ sở tại Washington, D.C. với Paul Manafort và Charles R. Black Jr. Công ty đã tuyển dụng Peter G. Kelly và được đổi tên thành Black, Manafort, Stone và Kelly vào năm 1984. Trong những năm 1980, BMSK trở thành công ty vận động hành lang hàng đầu bằng cách tận dụng các kết nối Nhà Trắng để thu hút các khách hàng có lương cao bao gồm các tập đoàn Mỹ, hiệp hội thương mại, và chính phủ nước ngoài. Đến năm 1990, nó là một trong những nhà vận động hành lang hàng đầu cho các công ty Mỹ và các tổ chức nước ngoài. 
Stone đã được mô tả một cách đa dạng như là một "kẻ chơi chiêu bẩn", một "kẻ phá hoại nổi tiếng", một "học viên dày dạn về chính trị cứng rắn", một "túi gió lộng hành", một "chiến lược gia kỳ cựu của đảng Cộng hòa", và một người sửa lỗi chính trị. Trong suốt chiến dịch tranh cử tổng thống của Trump, Stone đã thúc đẩy một số thuyết âm mưu.. Ông đã mô tả modus operandi chính trị của mình là "Tấn công, tấn công, tấn công - không bao giờ phòng thủ" và "Không thừa nhận bất cứ điều gì, từ chối tất cả mọi thứ, tiến hành phản công."
Stone lần đầu tiên đề nghị Trump ra tranh cử Tổng thống vào đầu năm 1998 trong khi Stone là người vận động hành lang kinh doanh sòng bạc của Trump ở Washington. Bộ phim tài liệu Netflix Get Me Roger Stone tập trung vào quá khứ của Stone và vai trò của ông trong chiến dịch tranh cử tổng thống năm 2016 của Donald Trump. 
Stone chính thức rời khỏi chiến dịch Trump vào ngày 8 tháng 8 năm 2015; tuy nhiên, như một phần của cuộc điều tra đang diễn ra về sự can thiệp của Nga vào cuộc bầu cử Hoa Kỳ năm 2016, hai cộng sự của Stone đã nói rằng ông đã hợp tác với người sáng lập WikiLeaks Julian Assange trong chiến dịch tranh cử tổng thống năm 2016 để làm mất uy tín Hillary Clinton. Cả hai người đàn ông đã nhiều lần phủ nhận điều này. Vào ngày 25 tháng 1 năm 2019, Stone đã bị bắt tại Fort Lauderdale, Florida, nhà của ông liên quan đến cuộc điều tra tư vấn đặc biệt của Robert Mueller và bị buộc tội trong một bản cáo trạng với sự giả mạo, cản trở một thủ tục tố tụng chính thức và năm tội danh đưa ra tuyên bố sai. Stone không nhận tội và phủ nhận những hành động sai trái trong các cuộc phỏng vấn báo chí.